# László Paskai
László Paskai OFM (ur. 8 maja 1927 w Segedynie zm. 17 sierpnia 2015 w Ostrzyhomiu) – węgierski duchowny rzymskokatolicki, franciszkanin, arcybiskup Ostrzyhomia-Budapesztu, Prymas Węgier, kardynał prezbiter.

## Życiorys
Urodził się w rodzinie konwertytów z judaizmu. Oboje rodzice − Ádám i Mária Ördögh − byli żydami, którzy przeszli na katolicyzm jeszcze przed jego narodzeniem. Zginęli jako ofiary Holokaustu niemieckiego w czasie II wojny światowej.
Do Zakonu Braci Mniejszych wstąpił 29 sierpnia 1945, przyjmując imię Pacifik. Kształcił się we franciszkańskich domach studiów (m.in. w Gyöngyös), a także w Centralnym Seminarium w Budapeszcie i Akademii w Budapeszcie, gdzie obronił doktorat z teologii. Pierwsze śluby złożył 30 sierpnia 1946, śluby wieczyste 4 października 1949. Święcenia kapłańskie otrzymał 3 marca 1951. Pracował jako duszpasterz w diecezji Oradea (po węgiersku: Nagyvárad), w Segedynie był mistrzem ceremonii biskupich, wykładowcą i bibliotekarzem miejscowego seminarium, później także prefektem i dyrektorem duchowym tej uczelni. W latach 1973−1978 pełnił funkcję rektora Centralnego Seminarium w Budapeszcie. Według historyka Krisztiána Ungváry'ego w latach 1965-1974 współpracował z policją bezpieczeństwa AVSZ pod pseudonimem "Nauczyciel". Jego raporty miały jednak łagodny charakter i nie posiadały większego znaczenia dla służb komunistycznych.
W marcu 1978 został mianowany administratorem apostolskim archidiecezji Veszprem i biskupem tytularnym Bavagaliany. Sakrę biskupią przyjął 5 kwietnia 1978 z rąk prymasa Lászla Lékaia. Od marca 1979 był pełnoprawnym biskupem Veszprém, ale już w kwietniu 1982 został mianowany arcybiskupem koadiutorem archidiecezji Kalocsa. Nie objął jednak tej archidiecezji, gdyż wcześniej Jan Paweł II przeniósł go na stolicę arcybiskupią i prymasowską w Ostrzyhomiu (3 marca 1987), zwolnioną po śmierci kardynała Lékaia. W latach 1986−1989 pełnił (niezależnie od godności prymasa Węgier) funkcję przewodniczącego Konferencji Episkopatu Węgier. W maju 1993, po zmianach administracyjnych, nazwa metropolii uległa zmianie na Ostrzyhom-Budapeszt.
28 czerwca 1988 został mianowany kardynałem prezbiterem z tytułem S. Teresa al Corso d’Italia. Brał udział w sesjach Światowego Synodu Biskupów w Watykanie (w tym w II sesji specjalnej, poświęconej Kościołowi europejskiemu w październiku 1999). W grudniu 2002, w związku z osiągnięciem wieku emerytalnego 75 lat, złożył rezygnację z rządów archidiecezją i został zastąpiony przez biskupa Pétera Erdő. Był kapelanem konwentualnym Wielkiego Krzyża i emerytowanym kapelanem generalnym lazarytów.
Brał udział w konklawe 2005, które wybrało papieża Benedykta XVI. 8 maja 2007 w związku z osiągnięciem 80 roku życia utracił czynne prawo wyboru papieża. Zmarł 17 sierpnia 2015.